# Paul Verschuren

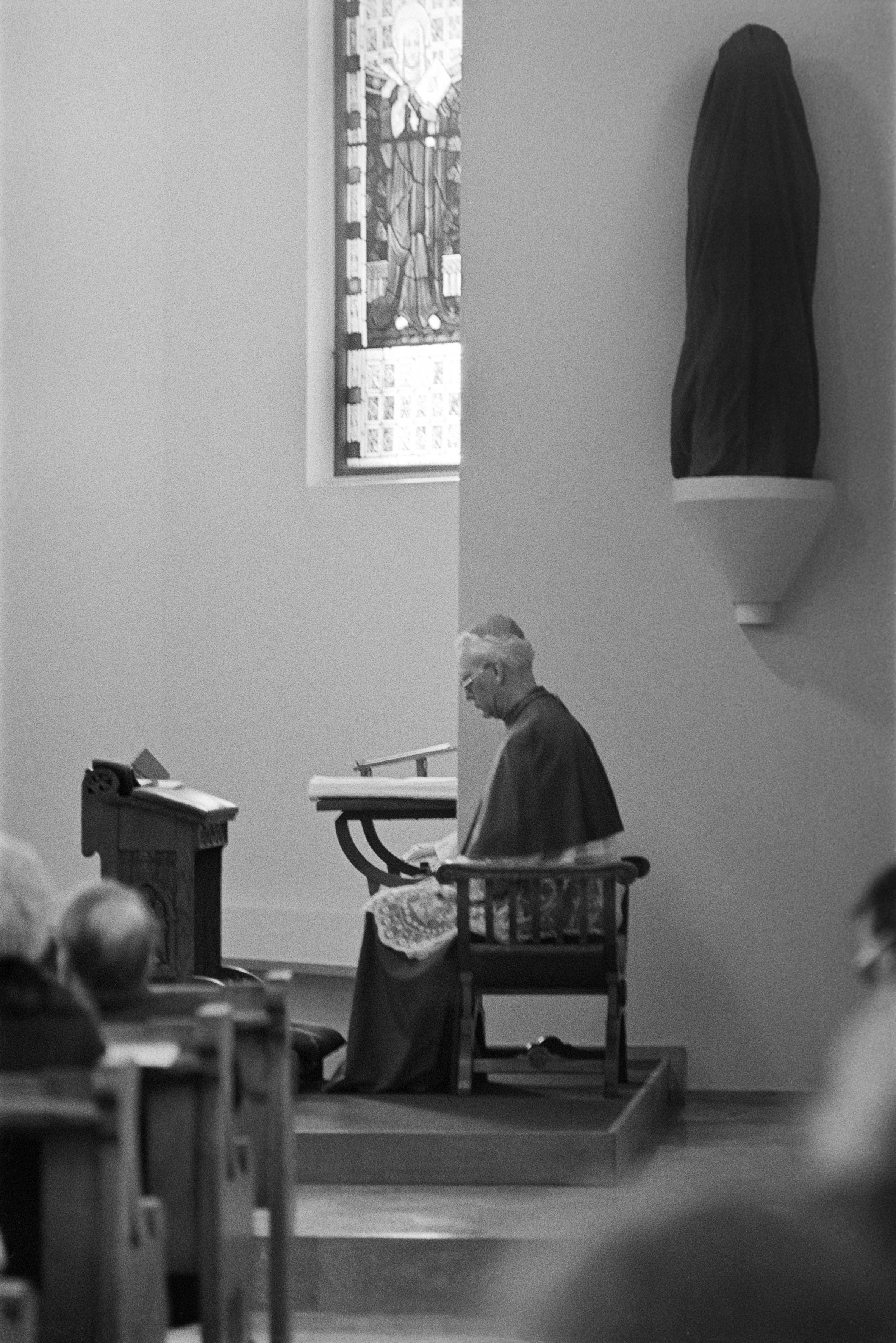
Paul Verschuren im Jahr 1978

Paulus (Paul) Michael Verschuren SCI (* 26. März 1925 in Breda, Niederlande; † 19. Februar 2000 in Helsinki, Finnland) war römisch-katholischer Bischof von Helsinki.

## Leben
Paul Verschuren trat nach dem Abitur im Jahr 1943 der Kongregation vom Heiligsten Herzen Jesu bei und wurde nach Ablegung seiner theologischen und philosophischen Studien am 19. März 1950 zum Priester geweiht. Nach weiterführenden Studien in Rom erwarb er dort im Jahr 1951 das Lizentiat der Theologie, im Jahr 1954 wurde er zum Doktor des Kanonischen Rechts promoviert. Im Verlauf seiner weiteren Laufbahn, die er zumeist als Dozent in den Seminaren seines Ordens verbrachte, erwarb er im Jahr 1960 noch das Lizentiat der Rechtswissenschaften.
Am 21. April 1964 wurde Paul Verschuren von Papst Paul VI. zum Titularbischof von Aquae Sirenses ernannt und zum Koadjutor von Bischof Gulielmus Cobben von Helsinki mit dem Recht der Nachfolge bestellt. Die Bischofsweihe erhielt er am 16. August 1964 durch den Bischof von Helsinki, Gulielmus Cobben. Mitkonsekratoren waren Gerardus Henricus De Vet, Bischof von Breda, und John Edward Taylor, Bischof von Stockholm.
Als Bischof nahm er an den letzten beiden Sitzungsperioden des Zweiten Vatikanischen Konzils teil.
Gleichzeitig mit dem Verzicht von Bischof Gulielmus Cobben auf sein Bistum am 29. Juni 1967 wurde Paul Verschuren residierender Bischof von Helsinki. In dieser Funktion war er mehrfach Vorsitzender der Skandinavischen Bischofskonferenz, dazu von 1967 bis 1972 Mitglied der Kongregation für die Evangelisierung der Völker. Als ein Höhepunkt seiner Zeit als Bischof darf der Besuch von Papst Johannes Paul II. in Helsinki bezeichnet werden.
Nachdem Paul Verschuren unheilbar an Leukämie erkrankt war, verabschiedete er sich am 14. August 1998 mit einem bewegenden Schreiben von seinem Bistum und bat den Papst, ihn von seinem Amt zu entpflichten. Papst Johannes Paul II. nahm das Rücktrittsgesuch am 18. September 1998 an.
Paul Verschuren starb nach schwerem Leiden am 19. Februar 2000 in Helsinki und wurde auf dem Katholischen Friedhof in Turku beigesetzt.